# Megachile amparo
Megachile amparo là một loài Hymenoptera trong họ Megachilidae. Loài này được Gonzalez mô tả khoa học năm 2006.